# 核酶

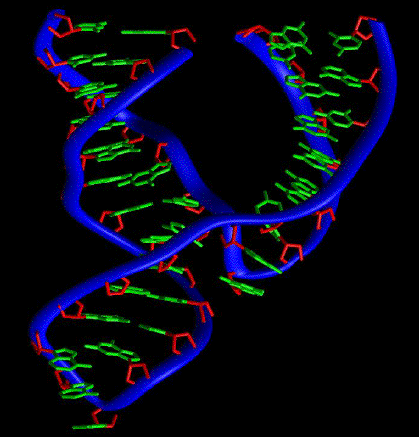
核酶

核酶（英語：ribozyme），亦稱核糖核酸酵素、RNA酵素，是具有催化特定生物化学反应的功能的RNA分子，类似于蛋白质中的酶。

## 機制
大多数核酶通过催化转磷酸酯和磷酸二酯键水解反应参与RNA自身剪切、加工过程。在核酶的发现之前，“酶”定义为催化作用的蛋白质，是唯一已知的生物催化剂。
和酶（蛋白质催化剂）相比，细胞内的RNA催化剂是极少的。现在已知的几十种天然RNA催化剂的绝大部分参与RNA的加工和成熟。按它们的作用方式可分为剪切型（把RNA前体的多余部分切除），和剪接型（把RNA前体的内含子部分切除并把不连续的外显子部分连接起来）。根据所作用的底物不同，又可分成自体催化和异体催化两类。绝大多数RNA催化剂以自身为底物进行自体催化，可以是自我剪切，也可以是自我剪接。RNA催化剂比酶的催化效率低，有的RNA催化剂具有多种酶的功能。如纖毛原生动物四膜虫的rRNA前体的内含子序列具有核糖核酸酶等5种酶的活性，其水解RNA的速率为每分钟两次，而胰RNA酶的作用速率则为每秒钟数千次。

## 发现

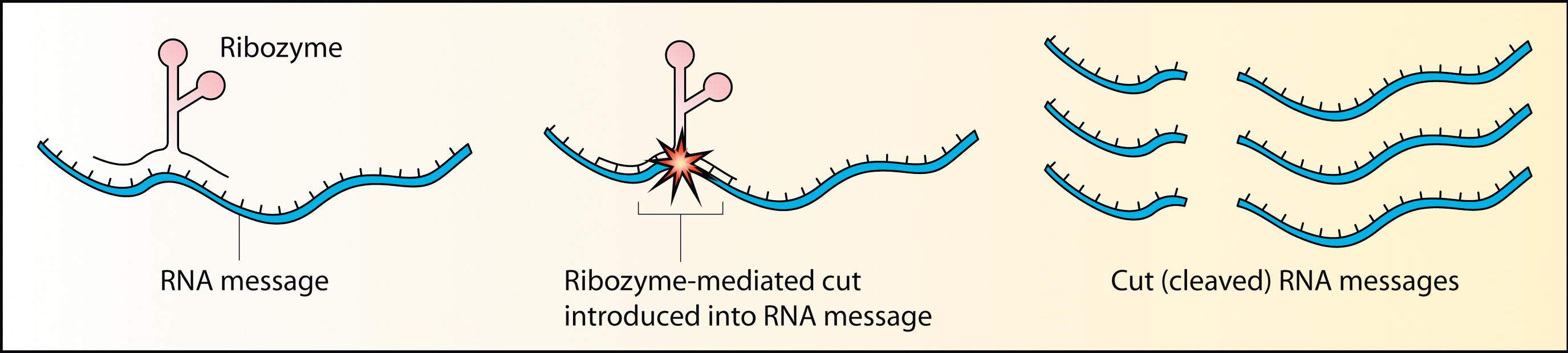
具催化活性的核糖核酸（RNA）

具催化活性的核糖核酸（RNA）是1981年切赫（T.Cech）最先发现的，以后由他命名，尚无统一的中文译名。最早发现大肠杆菌RNaseP的蛋白质部分除去后，在体外高浓度Mg2+存在下，留下的RNA部分（MIRNA）具有与全酶相同的催化活性。后来发现四膜虫L19RNA在一定条件下能专一地催化寡聚核苷酸底物的切割与连接，具有核糖核酸酶和RNA聚合酶的活性。後與奥尔特曼（S.Altman）因对RNA的催化性质研究的突出贡献，共获1989年度诺贝尔化学奖。

## 影响
核酶的发现挑战了所有酶都是蛋白质的传统观念。此后，酶定义为“大分子生物催化剂”，而不仅仅是蛋白质。

## 已知核酶
- 核糖體RNA（rRNA）
- 核糖核酸酶P（RNase P）
- RNA酶MRP（RNase MRP）

## 参阅
- 酶
- 核酸酶
- 核酸内切酶
- 核酸外切酶
- RNA世界學說
- 肽核酸

## 外部連結
- Tom Cech's short talk: "Discovering Ribozymes"（英文）（页面存档备份，存于）
- Ribozyme structures and mechanisms （英文）（页面存档备份，存于）
- De novo synthesis and development of an RNA enzyme （英文）（页面存档备份，存于）
- Directed evolution of nucleic acid enzymes. （英文）（页面存档备份，存于）